# Небен
Небе́н (фр. Nébing) — коммуна во французском департаменте Мозель региона Лотарингия. Относится к  кантону Альбестроф.

## Географическое положение
Небен расположен в 55 км к юго-востоку от Меца. Соседние коммуны: Мондидье на севере, Альбестроф на северо-востоке, Торшвиль на востоке, Лор, Мольрен и Гензелен на юго-востоке, Басен на юге, Маримон-ле-Бенестроф на юго-западе, Бенестроф на западе, Валь-ле-Бенестроф на северо-западе.

## История
- Деревня бывшего герцогства Лотарингия, относилась к Дьёзу.
- Полностью разрушена в ходе Тридцатилетней войны.

## Демография
По переписи 2007 года в коммуне проживало 364 человека.

## Достопримечательности
- Церковь Сен-Клеман.